# Bahnradsport-Weltmeisterschaften 1908

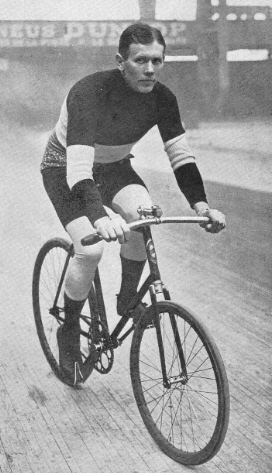
Fritz Ryser aus der Schweiz gewann den Titel des Steher-Weltmeisters bei den Profis.

Die Bahnradsport-Weltmeisterschaften 1908 fanden am 26. Juli 1908 auf der Radrennbahn in Leipzig-Lindenau für die Amateure und vom 30. Juli bis 2. August 1908 in Steglitz für die Berufsfahrer statt.
Da sich bei der Union Cycliste Internationale (UCI) mit Berlin und Leipzig zwei deutsche Städte um die Ausrichtung der Weltmeisterschaften beworben hatten, wurde die salomonische Entscheidung getroffen, die Titelkämpfe an beide Städte zu vergeben, aufgeteilt für Amateure und Berufsfahrer. Neun Nationen nahmen an den Weltmeisterschaften teil.
Bei den Amateuren in Leipzig waren drei Engländer unter den Besten, die wenige Wochen zuvor Medaillen bei den Olympischen Sommerspielen 1908 in London gewonnen hatten.
Der Däne Thorvald Ellegaard wurde zum fünften Mal Weltmeister bei den Profi-Sprintern. Der Schweizer Fritz Ryser gewann den Steher-Titel bei Abwesenheit des deutschen Favoriten Thaddäus Robl, der wegen der Vorschrift, nur noch hinter einsitzigen Schrittmacher-Motorrädern zu fahren, nicht angetreten war.
Berufsfahrer
| Disziplin                | Platz | Land               | Athlet               |
| ------------------------ | ----- | ------------------ | -------------------- |
| Fliegerrennen über 2 km  | 1     | Dänemark           | Thorvald Ellegaard   |
|                          | 2     | Frankreich         | Gabriel Poulain      |
|                          | 3     | Belgien            | Charles Van Den Born |
| Steherrennen über 100 km | 1     | Schweiz            | Fritz Ryser          |
|                          | 2     | Königreich Italien | Eugenio Bruni        |
|                          | 3     | Belgien            | Arthur Vanderstuyft  |

Amateure
| Disziplin                | Platz | Land                   | Athlet            |
| ------------------------ | ----- | ---------------------- | ----------------- |
| Fliegerrennen über 2 km  | 1     | Vereinigtes Königreich | Victor Johnson    |
|                          | 2     | Vereinigtes Königreich | Benjamin Jones    |
|                          | 3     | Frankreich             | Émile Demangel    |
| Steherrennen über 100 km | 1     | Vereinigtes Königreich | Leon Meredith     |
|                          | 2     | Deutsches Reich        | Gustav Janke      |
|                          | 3     | Belgien                | Léon Vanderstuyft |